# De arte combinatoria
La Dissertatio de arte combinatoria (latin pour : « Dissertation sur l'art combinatoire »), ou plus simplement De arte combinatoria (« De l'art combinatoire ») est un ouvrage de jeunesse du philosophe et savant polymathe allemand Gottfried Wilhelm Leibniz publié en 1666 à Leipzig. C'est une version étendue de sa thèse de doctorat, rédigée avant que l'auteur ne commence véritablement ses études de mathématiques.
Le livret a été réimprimé sans l'assentiment de Leibniz en 1690, ce qui l'a incité à publier une notice explicative dans la revue Acta Eruditorum. Dans les années suivantes, il a plusieurs fois exprimé ses regrets sur la mise en circulation d'un ouvrage qu'il considérait comme immature. C'est néanmoins un travail très original, et il a donné à l’auteur un début de renommée parmi les savants de son temps.